# Kościół de la Madeleine w Paryżu

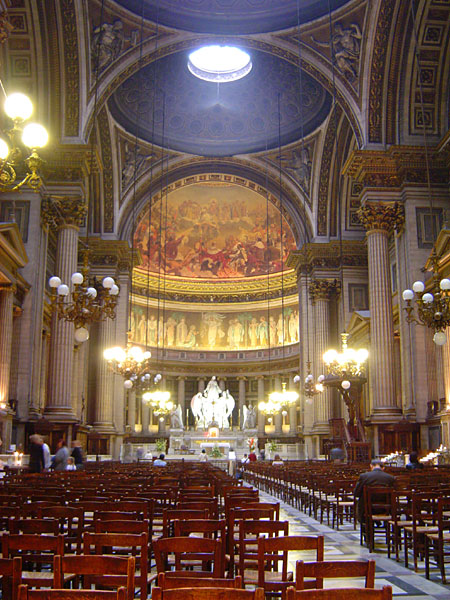
Wnętrze kościoła

Kościół de la Madeleine (św. Magdaleny) w Paryżu – świątynia katolicka położona na placu de la Madeleine, w VIII okręgu Paryża. Reprezentuje styl klasycystyczny. Jego budowa, ze względu na przekształcenia polityczne we Francji, trwała przez 85 lat, co kilkakrotnie wpływało na zmiany w projekcie i planowanym przeznaczeniu budynku.

## Historia
Budowa kościoła była związana z rozwojem przedmieścia de la Ville l'Évêque, zastąpił on mniejszy XV-wieczny kościół św. Marty, Marii i Łazarza oraz kolejną świątynię z XVII wieku. Projekt nowego kościoła sporządził Pierre Contant d'Ivry, który zaproponował wzniesienie go na planie krzyża łacińskiego, zwieńczonego kopułą. Projekt został zaaprobowany w 1764, a pierwszy kamień na budowie położył sam król Ludwik XV. D'Ivry zmarł jednak w 1777, a jego następcy poważnie zmodyfikowali projekt. Z inicjatywy Guillaume'a Couture'a, który z kolei inspirował się budynkiem paryskiego Panteonu, nowy projekt zakładał powiększenie kopuły, ozdobienie głównego wejścia do kościoła portykiem z kolumn korynckich oraz budowę całości na planie krzyża greckiego.
Do wybuchu rewolucji francuskiej ukończono jedynie część świątyni. 30 grudnia 1791 Zgromadzenie Narodowe nakazało wstrzymanie prac budowlanych, a w 1794 plac budowy został podzielony na działki i wynajęty osobom prywatnym. W czasie rewolucji padło również kilka propozycji zmiany przeznaczenia obiektu i dokończenia jego budowy: proponowano m.in. umieszczenie w nim siedziby Konwentu Narodowego, biblioteki lub opery. Ostatecznie żaden z tych planów nie został zaaprobowany.
Prace budowlane zostały wznowione dopiero w 1806, kiedy Napoleon Bonaparte zdecydował dekretem z 2 grudnia o wzniesieniu świątyni ku chwale armii francuskiej. Rozpisany został nowy konkurs na projekt, a prace budowlane rozpoczęte od nowa, po uprzednim zburzeniu wszystkich wykonanych do tej pory elementów. Po przegranej kampanii rosyjskiej w 1812 Bonaparte sam zrezygnował jednak z wymyślonego przez siebie przeznaczenia budynku.
W momencie rozpoczęcia Restauracji Burbonów kościół był niemal gotowy, pozostały jedynie prace dekoratorskie. Ludwik XVIII, zachęcony tym faktem, planował uczynić z kościoła świątynię wyrażającą żal za śmierć Ludwika XVI i Marii Antoniny. Z powodu braku pieniędzy musiał jednak zrezygnować z tego pomysłu i ograniczyć się do wzniesienia Kaplicy Pokutnej. Dalsze prace nad kościołem de la Madeleine prowadzili wówczas architekci Vignon i Huve. Zostały one na nowo zahamowane przez rewolucję lipcową.
Ludwik Filip I miał poważne wątpliwości co do kontynuowania obiektu, który kojarzył się z odsuniętymi od władzy Burbonami i rozważał nawet zmianę przeznaczenia kościoła na dworzec. Ostatecznie jednak zgodził się na wsparcie budowy świątyni, pod warunkiem, że będzie to zwykły kościół parafialny, bez możliwości podniesienia do wyższej rangi. Ostateczne poświęcenie obiektu miało miejsce w 1842, dokonał tego arcybiskup stolicy Francji Denys Auguste Affre.
W świątyni tej organistami byli m.in. Camille Saint-Saëns i Gabriel Fauré.
Z kościołem św. Magdaleny związały się pośmiertne losy dwóch wielkich Polaków. 30 października 1849 odbyła się tam msza żałobna po śmierci Fryderyka Chopina, w trakcie której wykonano m.in. Requiem W.A. Mozarta. 21 stycznia 1856 r. na widok publiczny wystawiona została tam trumna z ciałem Adama Mickiewicza i odbyło się nabożeństwo żałobne.